# Lotus 78
Lotus 78 — гоночный  автомобиль команды Формулы-1 Lotus, выступавший в сезонах 1977 года и 1978 годов.

## История
Одним из открытий Колина Чепмена стал граунд-эффект, достигаемый особым профилированием днища автомобиля: ускорение потока воздуха под машиной создает разрежение под кузовом, позволяя уменьшить углы атаки антикрыльев и улучшить обтекаемость. Дополняли граунд-эффект эластичные «мини-юбки» на боковых понтонах, изолирующие поток воздуха под днищем с боков.
Lotus 78 стал первым автомобилем, построенным с использованием принципа граунд-эффекта. Идеи, заложенные при его создании, получили своё развитие в удачной модели Lotus 79.
Довольно скоро выяснилось коварное свойство граунд-эффекта: подскоки на неровностях трассы приводили к «разгерметизации» полости под днищем, и граунд-эффект исчезал. В частности, именно на этом «погорел» один из создателей 78 Тони Саутгейт — уйдя от Чэпмена и самостоятельно разрабатывая Arrows A2, для улучшения обтекаемости он попробовал обойтись без переднего антикрыла. Но он не учёл того, что отсутствие прижима спереди вкупе с «мягкой» подвеской приведет к потере граунд-эффекта на неровностях.

## Результаты выступлений в гонках
| Год  | Команда                        | Двигатель         | Шины | Пилоты   | 1   | 2    | 3    | 4    | 5    | 6    | 7    | 8   | 9   | 10   | 11   | 12   | 13   | 14   | 15   | 16   | 17   | Место | Очки |
| ---- | ------------------------------ | ----------------- | ---- | -------- | --- | ---- | ---- | ---- | ---- | ---- | ---- | --- | --- | ---- | ---- | ---- | ---- | ---- | ---- | ---- | ---- | ----- | ---- |
| 1977 | John Player Special Team Lotus | Ford Cosworth DFV | G    |          | АРГ | БРА  | ЮАР  | СШЗ  | ИСП  | МОН  | БЕЛ  | ШВЕ | ФРА | ВЕЛ  | ГЕР  | АВТ  | НИД  | ИТА  | США  | КАН  | ЯПО  | 2     | 62   |
| 1977 | John Player Special Team Lotus | Ford Cosworth DFV | G    | Андретти | 5   | Сход | Сход | 1    | 1    | 5    | Сход | 6   | 1   | 14   | Сход | Сход | Сход | 1    | 2    | 9    | Сход | 2     | 62   |
| 1977 | John Player Special Team Lotus | Ford Cosworth DFV | G    | Нильссон | HС  | 5    | 12   | 8    | 5    | Сход | 1    | 19  | 4   | 3    | Сход | Сход | Сход | Сход | Сход | Сход | Сход | 2     | 62   |
| 1978 | John Player Special Team Lotus | Ford Cosworth DFV | G    |          | АРГ | БРА  | ЮАР  | СШЗ  | МОН  | БЕЛ  | ИСП  | ШВЕ | ФРА | ВЕЛ  | ГЕР  | АВТ  | НИД  | ИТА  | США  | КАН  |      | 1     | 86   |
| 1978 | John Player Special Team Lotus | Ford Cosworth DFV | G    | Андретти | 1   | 4    | 7    | 2    | 11   |      |      |     |     |      |      |      |      |      |      |      |      | 1     | 86   |
| 1978 | John Player Special Team Lotus | Ford Cosworth DFV | G    | Петерсон | 5   | Сход | 1    | 4    | Сход | 2    |      |     |     |      |      |      |      | HС   |      |      |      | 1     | 86   |
| 1978 | John Player Special Team Lotus | Ford Cosworth DFV | G    | Ребаке   | НКВ | Сход | 10   | НПКВ | НПКВ | НПКВ | Сход | 12  | НКВ | Сход | 6    | Сход | 11   | НКВ  | Сход | НКВ  |      | 1     | 86   |

| Легенда к таблице |                                                                    |
| --- | ------------------------------------------------------------------ |
| В таблице перечислены результаты всех Гран-при Формулы-1, в которых использовался автомобиль. Строками таблицы являются сезоны, столбцами — этапы чемпионата мира. В каждой клетке указаны сокращённое название этапа и результат, дополнительно обозначенный цветом. Расшифровка обозначений и цветов представлена в нижеследующей таблице. |                                                                    |
| \| Пример \| Описание \| \| ------------ \| ------------------------------------------------------------------ \| \| 1 \| Победитель \| \| 2 \| Второе место \| \| 3 \| Третье место \| \| 5 \| Финишировал, заработав очки \| \| Сход \| Не финишировал, но при этом заработал очки \| \| 12 \| Финишировал, не получив очков \| \| НКЛ \| Финишировал, но не попал в финальную классификацию \| \| 15 \| Участвовал вне зачёта, либо по отдельной классификации \| \| 18 \| Не финишировал, но попал в финальную классификацию \| \| Сход \| Не финишировал \| \| НКВ \| Не прошёл квалификацию \| \| НПКВ \| Не прошёл предквалификацию \| \| ДСК \| Дисквалифицирован \| \| ИСК \| Исключён из протокола соревнований \| \| ТТ \| Заявлен для участия только в тренировках \| \| НС \| Участвовал в квалификации, но не стартовал в гонке \| \| Т \| Травмирован или болен \| \| ОТК \| Отказ от участия \| \| НТР \| Прибыл на соревнования, но на трассу не выезжал \| \| НПР \| Был заявлен в числе участников, но не прибыл к началу соревнований \| \| О \| Соревнования отменены \| \| \| Не участвовал \| \| Поул-позиция \| \| \| Быстрый круг \| \| |                                                                    |
| Пример | Описание                                                           |
| 1 | Победитель                                                         |
| 2 | Второе место                                                       |
| 3 | Третье место                                                       |
| 5 | Финишировал, заработав очки                                        |
| Сход | Не финишировал, но при этом заработал очки                         |
| 12 | Финишировал, не получив очков                                      |
| НКЛ | Финишировал, но не попал в финальную классификацию                 |
| 15 | Участвовал вне зачёта, либо по отдельной классификации             |
| 18 | Не финишировал, но попал в финальную классификацию                 |
| Сход | Не финишировал                                                     |
| НКВ | Не прошёл квалификацию                                             |
| НПКВ | Не прошёл предквалификацию                                         |
| ДСК | Дисквалифицирован                                                  |
| ИСК | Исключён из протокола соревнований                                 |
| ТТ | Заявлен для участия только в тренировках                           |
| НС | Участвовал в квалификации, но не стартовал в гонке                 |
| Т | Травмирован или болен                                              |
| ОТК | Отказ от участия                                                   |
| НТР | Прибыл на соревнования, но на трассу не выезжал                    |
| НПР | Был заявлен в числе участников, но не прибыл к началу соревнований |
| О | Соревнования отменены                                              |
| | Не участвовал                                                      |
| Поул-позиция |                                                                    |
| Быстрый круг |                                                                    |